# Geometrisk tid
 Denne artikel bør gennemlæses af en person med fagkendskab for at sikre den faglige korrekthed.

 Der er for få eller ingen kildehenvisninger i denne artikel, hvilket er et problem. Du kan hjælpe ved at angive troværdige kilder til de påstande, som fremføres i artiklen.

Geometrisk tid er en betegnelse for den tid i kunsthistorien, der strækker sig fra ødelæggelsen af den mykenske kultur i det 11. århundrede f.Kr. og til den økonomiske blomstring i det 8. århundrede f.Kr., og som bliver kaldt den græske middelalder som en parallel til den europæiske middelalder. 
Navnet hentyder til, at der i perioden blev udviklet klare geometriske ornamenter, bl.a. på keramik.
Den rige, mykenske bronzealderkultur blev omkring 12. århundrede f.Kr. afløst af den fattige jernalder. 

Fønikere (nutidens libanesere) og andre købmænd fra Orienten dominerede Middelhavet. 
Tilførslen af oversøiske varer blev afbrudt, og eksportproduktionen gik i stå. Man producerede ikke længere for at handle, men for at overleve. Samfundet blev nedbrudt og købmænd, håndværkere og søfolk forsvandt næsten, da der ikke var basis for deres erhverv. Befolkningen isolerede sig i landsbysamfund, hvor hovednæringsvejen var landbrug. 

Samfundet var blevet delt op i to grupper: adelen, der ejede jorden og bønderne, der dyrkede den. 
Da dette var en meget fattig tidsperiode, blev der heller ikke produceret meget. Derfor er vi også fattige på fund fra denne periode den dag i dag.

## Styreform
Man havde inden for afgrænsede geografiske områder en konge, der stod i spidsen for folket. De fælles problemer, samfundet havde, blev drøftet på ”forsamlingen”, der bestod af alle frie mænd, men det formodes, at det hovedsageligt var et par stormænd, der førte ordet. 

Kongens magt byggede på jordejendom, kvæg og det bytte, han fik med sig hjem på krigstogter, eller som han fik af folket. Det var i kongens interesse at leve op til folkets forventninger, da han ellers ville blive væltet af tronen. Kongen var anfører i krig; da forholdene blev fredeligere, flyttede magten over til aristokraterne, som ejede samfundets produktionsmidler (jorden først og fremmest). De havde råd til at anskaffe sig våben og rustninger og fik på den måde magt.

## Kulturlivet
Den græske middelalders økonomiske nedtur satte præg på kulturlivet. Man sparede meget på flotte detaljer i kunst og udsmykning, motiverne var meget dominerede af geometriske mønstre. 

Bygninger og gravkamre fra den forrige tid forsvandt helt og blev erstattet af hytter, og man begyndte at brænde ligene i stedet for at begrave dem. 
Skriften Linear B gik ud af brug og afløstes af det græske alfabet. 
Homers skildring i Iliadens anden sang afspejler nogenlunde, hvordan de sociale og politiske forhold var på denne tid.
Geometrisk kunst 

På trods af sammenbruddet af den mykenske kultur og de forringede levevilkår blev nogle af de mykenske traditioner og noget af den tekniske kunnen bevaret. 

Man kan på fund fra denne periode se, hvordan man er gået fra at være inspireret af den mykenske tid, til at lave den mykenske kulturs naturdekorationer mere og mere stiliserede. Der blev i denne tid udviklet klare geometriske ornamenter. 

Allerede i det 11. århundrede f.Kr. så man eksempler på den protogeometiske stil, dvs. en forløber for den geometriske stil. 

Der findes en del keramik fra den geometriske tid, da man pludselig skulle bruge urner og monumenter til gravene. Med tiden blev kunsten mere kompliceret, og man begyndte at inddrage andre figurer som for eksempel mennesker. 

Den geometriske keramik blev lavet over hele Grækenland, men specielt i Attika er der gjort mange fund fra 900-700 f.Kr.. 

Omkring det 8. årh. f.Kr., begyndte man at lave små bronzefigurer, der blev forløbere for de næste århundreders skulpturer. 

Både keramik og bronzefigurer fortæller os en del om denne periodes brug af kunsten. Man dekorerede ikke templer og huse, som man gjorde i den mykenske tid.

## Billeder i tilknytning til emnet
- Linear A skrift
- Terrakotta figur fra sen geometrisk periode